# Ciudadela de Amán

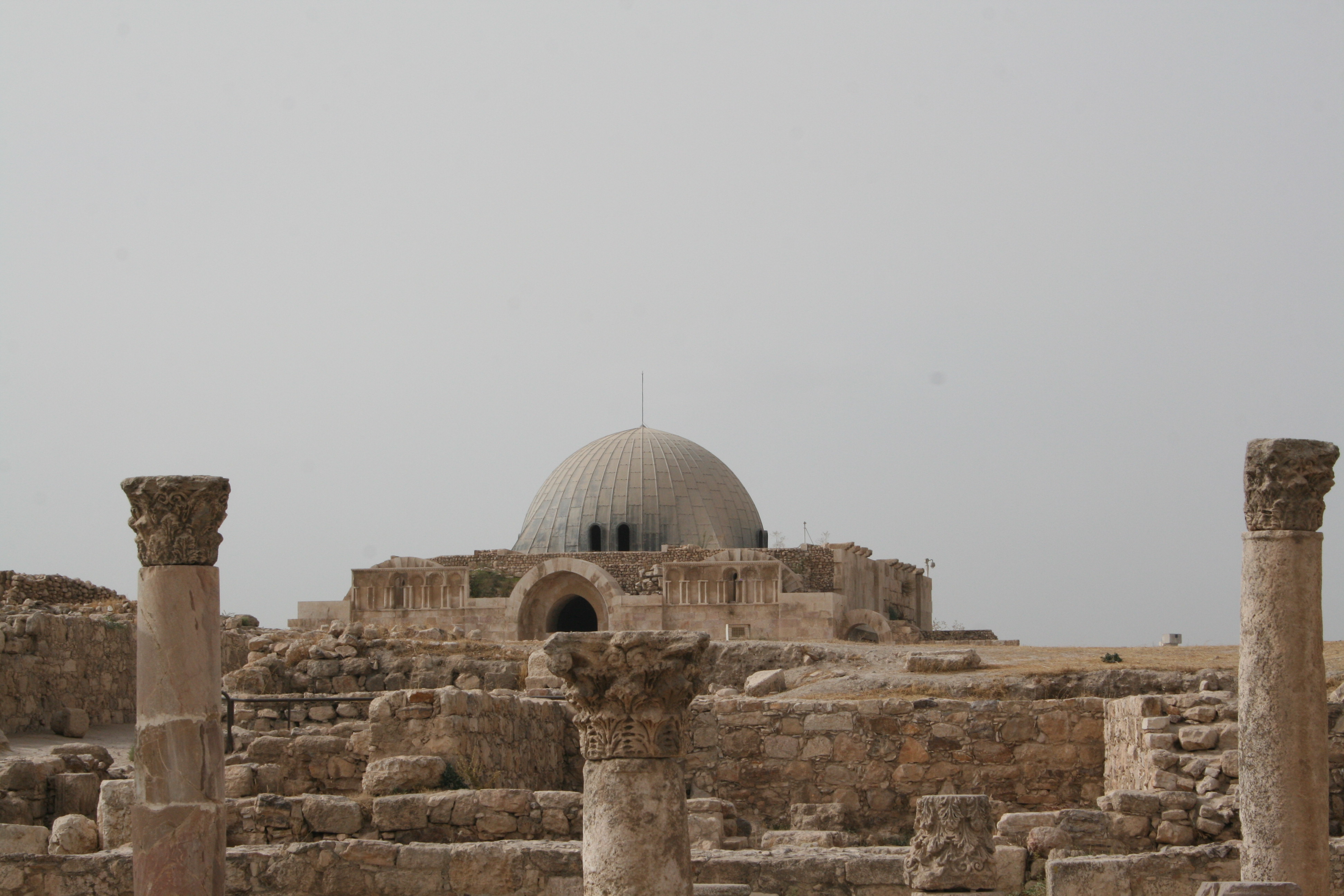
Iglesia bizantina.

La Ciudadela de Amán es un lugar histórico nacional situado en el centro de Amán, Jordania. Denominada en árabe Jabal al-Qal'a (جبل القلعة), esta colina con forma de L es una de las siete jabals que componían originalmente Amán. Se han encontrado evidencias de ocupación desde el Neolítico, que la hacen uno de los lugares habitados continuamente más antiguos del mundo.  Fue habitado por diferentes pueblos y culturas hasta el momento de los Omeyas, después de lo cual llegó un período de declive y durante gran parte del tiempo hasta 1878 la antigua ciudad se convirtió en una pila abandonada de ruinas que solo los agricultores beduinos y estacionales usaban esporádicamente.
En la historia de la Ciudadela están presentes civilizaciones importantes que se extendían por continentes y prosperaban durante siglos, ya que cada imperio dejaba paso al siguiente. También fue testigo del nacimiento de las tres grandes religiones monoteístas: judaísmo, cristianismo e islam. La Mezquita Omeya está dentro de la ciudadela, lo que se atribuye a la continua habitación de la zona durante años por las tres religiones monoteístas. 
La ciudadela ha estado habitada más de 7000 años. Supone un viaje en el tiempo, con un impresionante museo al aire libre para explorar. Dentro de la ciudadela está ubicado el Museo arqueológico de Jordania, que contiene una colección de estos objetos, junto con los de otros lugares históricos de Jordania.
Aunque las murallas rodean el centro del lugar, durante antiguos períodos de ocupación los asentamientos cubrieron superficies más grandes, fuera de la muralla. Las estructuras, tumbas, arcos, murallas y escaleras históricas no están rodeadas por estructuras modernas, y por tanto la ciudadela tiene un considerable potencial arqueológico, junto con los terrenos cercanos.Los arqueólogos han estado trabajando en el sitio desde la década de 1920, incluyendo proyectos italianos, británicos, franceses, españoles y jordanos, pero una gran parte de la Ciudadela permanece sin excavar.

## Historia
Las excavaciones han descubierto signos de ocupación humana desde la Edad del Bronce Medio (1650-1550 aC) en forma de una tumba que tenía sellos de escarabajos. Durante la Edad de Hierro, la Ciudadela se llamaba Rabbath-Ammon. La inscripción a la ciudadela de Amán proviene de este período, un ejemplo de la escritura fenicia temprana. Llegó a ser ocupada por los asirios, babilonios y persas. Cuando fue conquistada por los griegos en 331 a. C., la ciudad pasó a llamarse Filadelfia. [11] Del período helenístico, no hubo muchos cambios arquitectónicos, pero la cerámica es la que proporciona evidencia de su ocupación. El sitio se convirtió en romano alrededor del año 30 a. C., y finalmente quedó bajo el dominio musulmán en el año 661. La Ciudadela disminuyó en importancia bajo el gobierno de la Dinastía ayubí en el siglo XIII, aunque durante el período se añadió una torre de vigilancia al sitio.

## Contenido
- Templo romano de Hércules
- Palacio omeya
- Cisterna omeya
- Iglesia bizantina
- Torre de vigilancia Ayubí

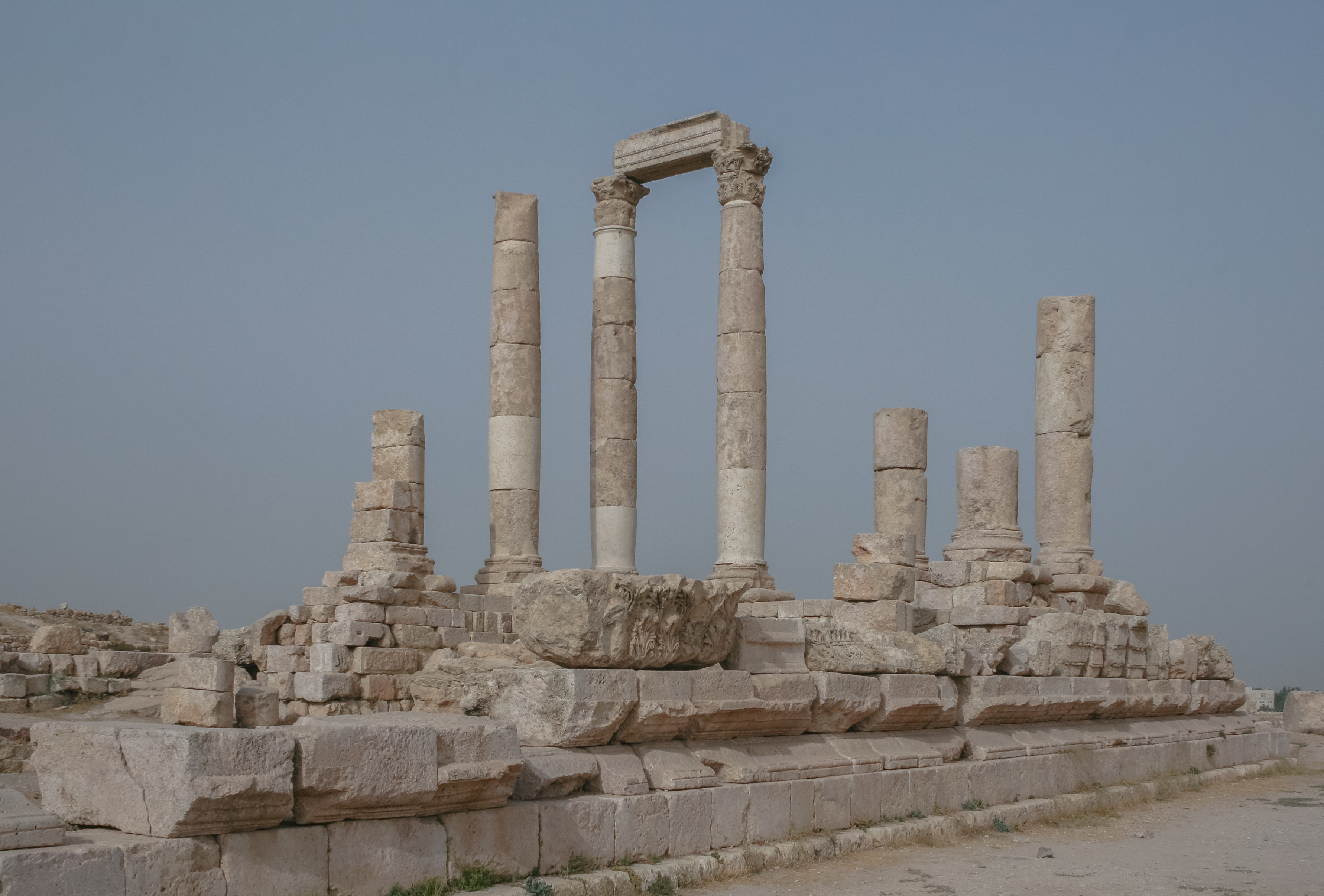
Templo de Hércules.

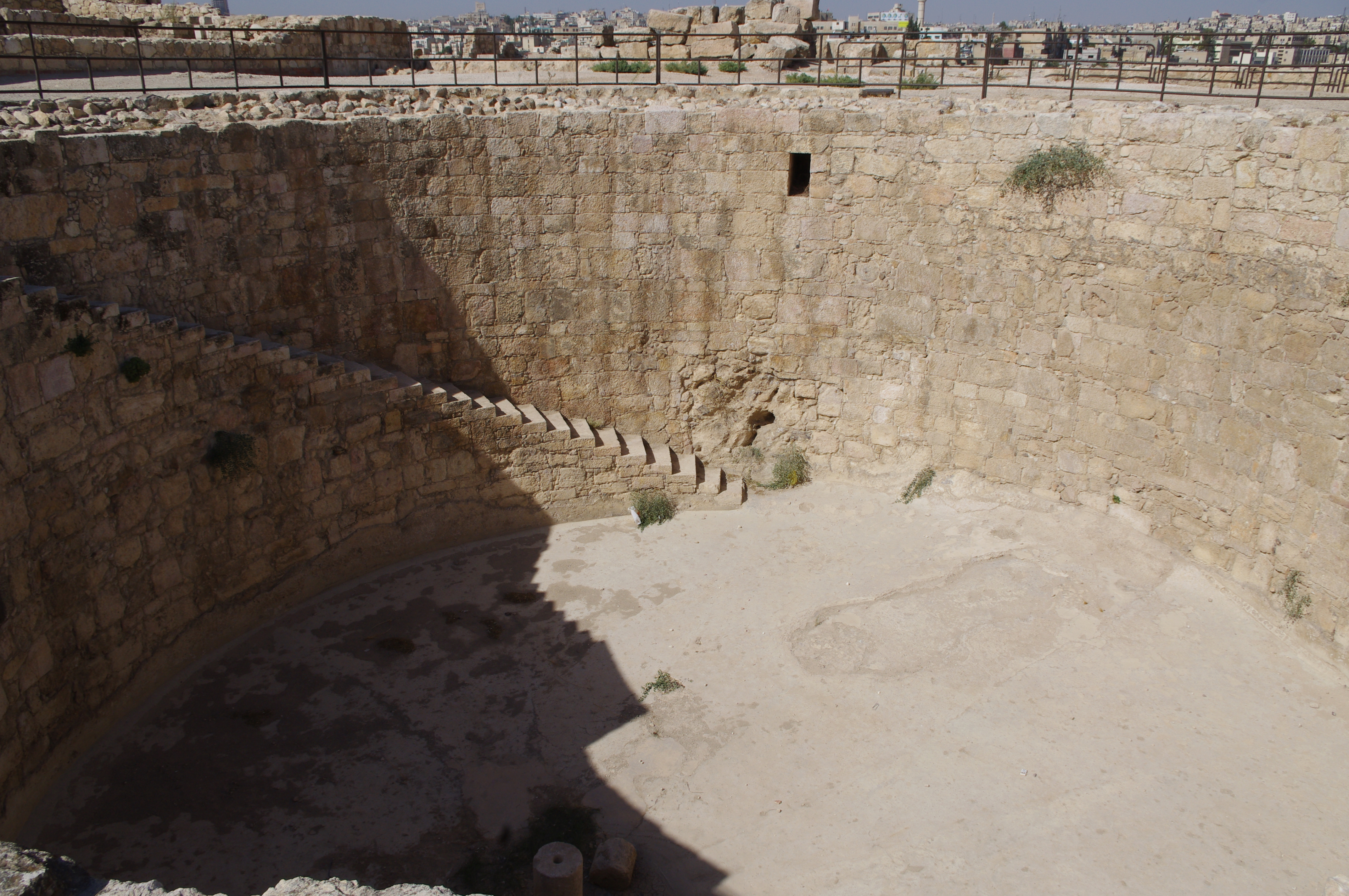
Cisterna omeya.

- El Templo de Hércules ubicado en el sitio data de la ocupación romana de la Ciudadela en el siglo II.[10]

Durante el Imperio omeya (661-750), una estructura de palacio, conocida en árabe como al-Qasr, (القصر) fue construida en la Ciudadela. El Palacio Omeya probablemente fue utilizado como un edificio administrativo o como la residencia de un funcionario omeya. El palacio muestra una arquitectura bizantina. Por ejemplo, el vestíbulo de entrada tiene forma de un plano cruzado griego. El palacio pudo haber sido construido sobre una estructura bizantina existente en esta forma. Hay un enorme depósito de agua excavado en el suelo adyacente al palacio, junto con una iglesia bizantina en el otro lado.

## Turismo
A partir de 1995-1996, el Ministerio de Turismo y Antigüedades de Jordania, en asociación con la Agencia de los Estados Unidos para el Desarrollo Internacional, así como con otros organismos como el Consejo Superior de Investigaciones Científicas de España (CSIC) y la Agencia Española de Cooperación Internacional para el Desarrollo (AECID), inició diversos proyectos para conservar y restaurar este sitio en beneficio de los turistas y la comunidad local. Dentro de la Ciudadela de Amán se encuentra también el Museo Arqueológico de Jordania, que alberga una colección de artefactos de la Ciudadela y otros sitios históricos jordanos.